# Ymeray
Ymeray é uma comuna francesa na região administrativa do Centro, no departamento Eure-et-Loir. Estende-se por uma área de 6,9 km². Em 2010 a comuna tinha 605 habitantes (densidade: 87,7 hab./km²).